# Astragalus latifolius
Astragalus latifolius är en ärtväxtart som beskrevs av Jean-Baptiste de Lamarck. Astragalus latifolius ingår i släktet vedlar, och familjen ärtväxter. Inga underarter finns listade i Catalogue of Life.